# Casa di Fiammetta

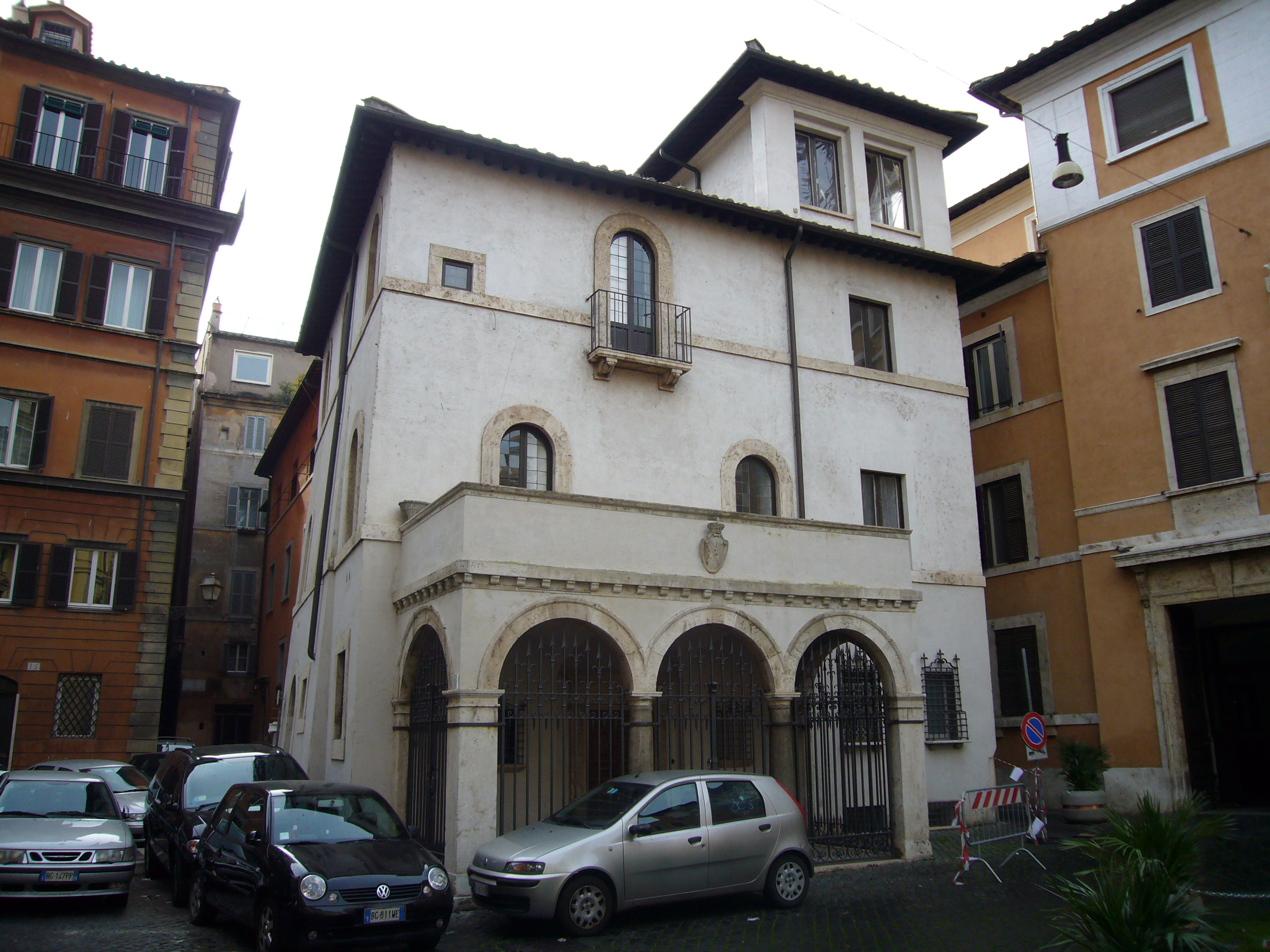
Vue du palais.

La Casa di Fiammetta (en français, Maison de Fiammetta) est un petit palais Renaissance situé sur la Piazza Fiammetta, dans le Rione Ponte de Rome. 

## Histoire
Le bâtiment connu sous le nom de Casa di Fiammetta appartenait à la célèbre courtisane florentine Fiammeta Michaelis, qui, après être arrivée à Rome à l'âge de treize ans avec sa mère, également prostituée, en avait fait sa profession avant 1478, devenant rapidement la favorite du cardinal Giacomo Ammannati-Piccolomini. À la mort de ce dernier en 1479, Fiammetta hérite de tous ses biens, ce qui suscite beaucoup de suspicions, bien que l'événement se produise à une époque particulièrement licencieuse. La fureur causée a provoqué l'intervention du pape Sixte IV, qui a bloqué le testament et a chargé une commission de résoudre la délicate question: c'est ainsi que la damigella di singolare beltà (la dame d'une beauté singulière), a reçu son héritage, non pas pour avoir offert ses services au cardinal, mais pour l'amour de Dieu et pour lui fournir une dot. Fiammetta est ainsi devenue propriétaire de quatre biens immobiliers : un vignoble avec une petite maison près de la Porta Viridaria (également appelée Porte San Pellegrino), une maison-tour située dans le Vicolo della Palma démolie en 1925 pour permettre la construction de l'école élémentaire Alberto Cadlolo entre la Via del Mastro et la Via della Rondinella, une maison toujours existante au 157 Via dei Coronari et enfin la maison aujourd'hui connue sous le nom Casa di Fiammetta. 

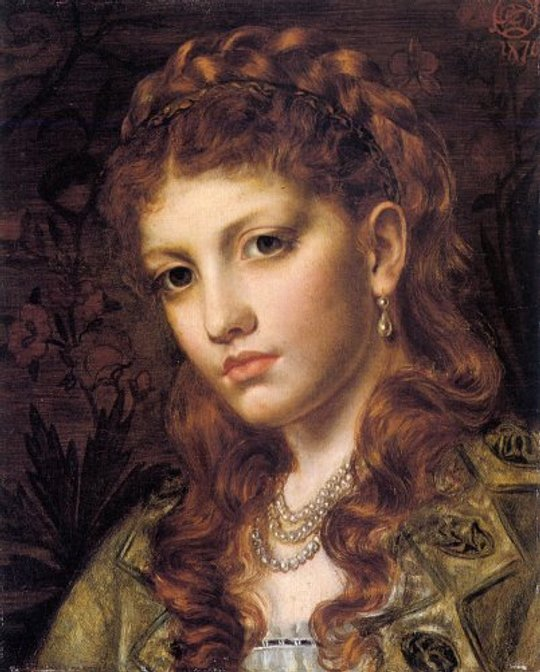
La belle Fiammetta Michaelis (1876) Par Emma Sandys

Bien qu'il n'y ait aucune certitude que Fiammetta ait jamais vécu là - il est plus probable que le lieu ait été loué - le toponyme Piazza di Fiammetta figurait déjà sur la carte de Rome de Giovanni Maggi (1625). Parmi les amants de Fiammetta se trouvait probablement aussi Cesare Borgia, fils du pape Alexandre VI. Pendant la Renaissance à Rome, les prostituées étaient divisées en plusieurs catégories, des plus pauvres vivant dans la rue aux personnes d'un bon niveau culturel fréquentant les couches sociales les plus riches de la ville, capables de réciter des poèmes de mémoire et de participer à des discussions. De toute évidence, Fiammetta appartenait à cette dernière catégorie. 
Après plusieurs changements de mains, à la fin du XIXe siècle, la maison passa à la famille Bennicelli, qui, au début du siècle suivant, entreprit une rénovation complète : c’est à cette occasion que le blason des Bennicelli fut posé, toujours visible au-dessus du portique.

## Description
La maison du XVe siècle a été construite en briques et comporte deux étages, surélevée par une tour d'observation et un portique caractéristique de la Renaissance, avec trois arcs soutenus par des colonnes et des pilastres.